# Кусиро
Куси́ро (яп. 釧路市 Кусиро-си) — портовый город, расположенный в округе Кусиро на юго-восточном побережье японского острова Хоккайдо. Крупнейший по численности населения и экономическому значению город на востоке Хоккайдо, важнейший незамерзающий порт.
Площадь города составляет 1362,75 км², население — 165 699 человек (31 декабря 2020 — 1 января 2021), плотность населения — 127,10 чел./км².

## География

### Реки
- Река Кусиро
- Река Акан

### Озера
- Озеро Акан
- Озеро Панкето
- Озеро Шункуситакара

### Национальные парки
- Национальный парк Кусиро-Сицугэн
- Национальный парк Акан

## История
Имперским указом в июле 1899 года Кусиро был открыт для торговли с Соединёнными Штатами и Великобританией.
В июле 1945 года город Кусиро был атакован американскими военно-морскими самолетами, погибло несколько сотен человек.
11 октября 2005 года город Акан района Акан и город Онбецу района Сиранука были объединены в Кусиро. Город Сиранука сейчас расположен между двумя частями Кусиро.
В 2008 году население города оценивалось в 189539 человек и общая площадь — 1362,75 км² таким образом, плотность населения составляла 140 человек на км².
Кусиро получил статус города 1 августа 1922 года. Это город-побратим Бёрнаби, Британская Колумбия; Петропавловска-Камчатского и Холмска, Россия.
1869: Кусури переименован в Кусиро.
1949: Тоттори-тё объединён с городом Кусиро.

## Население
| Год  | Население | -+%    |
| ---- | --------- | ------ |
| 2008 | 189 539   | —      |
| 2014 | 178 929   | -5,6 % |
| 2017 | 173 205   | -3,2 % |
| 2020 | 167 875   | -3 %   |
| 2021 | 165 699   | -1,3 % |

## Экономика
Крупный порт, рыбная отрасль, судостроение. Предприятия лесопильной и целлюлозно-бумажной промышленности. Угольная шахта, обогатительная фабрика.

## Климат
Город находится в зоне, которая характеризуется влажным континентальным климатом (муссонным) с тёплым летом. Самый теплый месяц — август со средней температурой 17,8 °C, самый холодный месяц — январь, со средней температурой −6.1 °C.
| Показатель                                                                        | Янв.  | Фев.  | Март | Апр. | Май  | Июнь | Июль | Авг. | Сен. | Окт. | Нояб. | Дек. | Год  |
| --------------------------------------------------------------------------------- | ----- | ----- | ---- | ---- | ---- | ---- | ---- | ---- | ---- | ---- | ----- | ---- | ---- |
| Средний суточный максимум, °C                                                     | −1,1  | −1,1  | 2,2  | 7,5  | 12,1 | 15,1 | 18,7 | 21,3 | 19,1 | 14,5 | 8,3   | 2,5  | 10,0 |
| Средняя температура, °C                                                           | −6,1  | −6    | −1,7 | 3,4  | 7,9  | 11,4 | 15,3 | 17,8 | 15,2 | 9,8  | 3,7   | −2   | 5,8  |
| Средний суточный минимум, °C                                                      | −12,1 | −11,6 | −6   | −0,2 | 4,3  | 8,4  | 12,7 | 15,0 | 11,3 | 4,5  | −1,5  | −7,1 | 1,5  |
| Норма осадков, мм                                                                 | 43    | 39    | 62   | 84   | 103  | 122  | 110  | 118  | 136  | 109  | 73    | 45   | 1043 |
| Источник: Гонконгская обсерватория. www.hko.gov.hk. Дата обращения: 12 июля 2023. |       |       |      |      |      |      |      |      |      |      |       |      |      |

## Транспорт
- JR Hokkaido — Станция Кусиро
- Аэропорт Кусиро

## Образование

### Университеты
- Педагогический Университет Хоккайдо
- Университет Экономики Кусиро

### Колледжи
- Национальный институт Технологий

#### Частные
- Детский колледж Кусиро

### Старшие школы
- Старшая школа Корио
- Старшая школа Конан
- Старшая школа Мэйки
- Коммерческая Старшая школа Кусиро
- Техническая Старшая школа Кусиро
- Старшая школа Хокуя
- Муниципальная Старшая школа Акан

#### Частные
- Старшая Школа Бусюкан
- Старшая Школа Икэгами гакуэн

## Города-побратимы
- Бёрнаби, Канада;
- Петропавловск-Камчатский, Россия;
- Холмск, Россия
- Юдзава, Япония